# Tikisuchus
Tikisuchus — вимерлий рід архозавроморфів. Він відомий з пізньотріасової формації Тікі в районі Шахдол у центральній Індії та був першим рауісухідом, знайденим в Азії. Горизонт, з якого знайдено останки, має карнійський вік. Типовий вид — T. romeri, названий на честь американського палеонтолога Альфреда Ромера. Ромер був присутній у місцевості Тікі під час розкопок скам’янілості, але помер до опису роду в 1987 році. Tikisuchus відомий лише з одного екземпляра під назвою ISI R 305, який складається з черепа та деяких посткраніальних елементів молодої особини.

## Опис
Порівняно з іншими раузухідами, череп тікісухів був дуже великим. Довжина черепа становить близько 40% довжини передкрижової ділянки між головою і крижами. Череп глибокий, широкий ззаду з вузьким рострумом. Зуби великі, загнуті назад і зубчасті. Подібно до інших рауїсухідів, він має ряди остеодерм, або кісткових щитків, уздовж спини. Розрізняють два ряди остеодерми. Кожна остеодерма має прямокутну форму і з’єднується або щільно з’єднується з остеодермою навколо неї. В інших рауїсухідів остеодерми мають листоподібну форму, а не прямокутну.